# Sarah Rebellato
Sarah Rebellato (* 1983 oder 1987 in Schwäbisch Hall als Sarah Mathilda Libbertz) ist eine deutsch-italienische Theater- und Filmschauspielerin.

## Leben
Die Deutsch-Italienerin besuchte ab 2007 die Neue Münchner Schauspielschule, die sie 2011 verließ. Sie verband ihre dortige Schauspielausbildung mit einem mehrjährigen Engagement im Münchner Theater Gasteig. Im gleichen Zeitraum debütierte sie als Schauspielerin in Kurzfilmen. 2012 folgte eine Nebenrolle im Tatort Dinge, die noch zu tun sind. In den nächsten Jahren folgten weitere Besetzungen in verschiedenen deutschen Filmproduktionen. Von 2018 bis 2019 verkörperte sie die Rolle der Dalia Blani in der Fernsehserie Der Pass.

## Filmografie
- 2010: La petite mort (Kurzfilm)
- 2012: Tatort: Dinge, die noch zu tun sind (Fernsehfilm)
- 2013: Add a Friend (Fernsehserie, Episode 2x06)
- 2013: Finsterworld
- 2013: Da geht noch was
- 2014: Die Bergretter (Fernsehserie, Episode 6x04)
- 2015: SOKO München (Fernsehserie, Episode 40x12)
- 2015: Da muss Mann durch
- 2015: Der Alte (Fernsehserie, Episode 390: Innere Werte)
- 2015: Tatort: Die letzte Wiesn (Fernsehfilm)
- 2015: Mordkommission Berlin 1 (Fernsehfilm)
- 2017: Marie fängt Feuer (Fernsehserie, Episode 2x02)
- 2017: Hubert und Staller (Fernsehserie, Episode 7x05)
- 2018: Die Chefin (Fernsehserie, Episode 9x02)
- 2018–2019: Der Pass (Fernsehserie)
- 2021: Erzgebirgskrimi – Der letzte Bissen (Fernsehreihe)
- 2023: Mit Harpunen schießt man nicht
- 2024: Erzgebirgskrimi (Fernsehserie, Episode 1x04)[4]

## Theater
- 2009–2010: Green Room, Regie: Andreas Hänsel (Gasteig)